# Liste der Bodendenkmäler in Windberg
Auf dieser Seite sind die Bodendenkmäler in der niederbayerischen Gemeinde Windberg zusammengestellt. Diese Tabelle ist eine Teilliste der Liste der Bodendenkmäler in Bayern. Grundlage ist die Bayerische Denkmalliste, die auf Basis des Bayerischen Denkmalschutzgesetzes vom 1. Oktober 1973 erstmals erstellt wurde und seither durch das Bayerische Landesamt für Denkmalpflege geführt wird. Die folgenden Angaben ersetzen nicht die rechtsverbindliche Auskunft der Denkmalschutzbehörde.

## Bodendenkmäler der Gemeinde Windberg

### Bodendenkmäler in der Gemarkung Windberg
| Lage                | Objekt | Akten-Nr.     | Bild |
| ------------------- | --- | ------------- | ---- |
| Windberg (Standort) | Untertägige mittelalterliche und frühneuzeitliche Befunde im Bereich des Prämonstratenserklosters Windberg, darunter Spuren der Vorgängerbebauung und der Befestigung sowie Bestattungen im Klosterbereich. Siehe auch: Kloster Windberg | D-2-7042-0033 |      |
| Windberg (Standort) | Untertägige mittelalterliche und frühneuzeitliche Befunde im Bereich der katholischen Pfarr- und Prämonstratenserabteikirche St. Maria.                                                                                                  | D-2-7042-0130 |      |
| Windberg (Standort) | Untertägige mittelalterliche und frühneuzeitliche Befunde im Bereich der katholischen Friedhofskapelle im Kloster Windberg mit umliegendem Friedhof.                                                                                     | D-2-7042-0132 |      |
| Windberg (Standort) | Untertägige mittelalterliche und frühneuzeitliche Befunde im Bereich der abgebrochenen katholischen Pfarr- und Klosterkirche St. Blasius im Kloster Windberg. Siehe auch: St. Blasius (Windberg)                                         | D-2-7042-0133 |      |
| Windberg (Standort) | Untertägige mittelalterliche und frühneuzeitliche Befunde im Bereich der abgebrochenen katholischen Kapelle St. Augustinus im Kloster Windberg.                                                                                          | D-2-7042-0134 |      |
| Windberg (Standort) | Untertägige Befunde im Bereich der abgebrochenen katholischen Allerheiligenkapelle im Kloster Windberg, darunter Spuren des Vorgängerbaus und Gräber.                                                                                    | D-2-7042-0135 |      |
| Windberg (Standort) | Untertägige frühneuzeitliche Befunde im Bereich der katholischen Wallfahrtskirche Hl. Kreuz in Kreuzberg, darunter zwei Nebenkapellen sowie die zugehörige Klause. Siehe auch: Hl. Kreuz (Kreuzberg)                                     | D-2-7042-0139 |      |